# Esik eső, ázik a heveder
Az Esik eső, ázik a heveder kezdetű magyar népdalt Kodály Zoltán gyűjtötte a Hont vármegyei Csábban 1910-ben.
Feldolgozás:
| Szerző        | Mire          | Mű                                   | Előadás |
| ------------- | ------------- | ------------------------------------ | ------- |
| Kodály Zoltán | két szólam    | Bicinia Hungarica, I. füzet, 33. dal | [ 1 ]   |
| Farkas Ferenc | ének, zongora | 50 csárdás, 37. kotta                |         |
| Petres Csaba  | két furulya   | Tarka madár, 56. kotta               |         |

## Kotta és dallam
Változatok: 1)
  2)
Esik eső, ázik a heveder,

a lábamat szorítja vaskengyel,

a lábamat vaskengyel szorítja, a

babám szívét bánat szomorítja.
Másik szöveg:
| Még azt mondják ez se szép, az se szép, Olyan vagyok, mint a csillagos ég. Olyan vagyok, mint az engedelem, A szép orcámon csillog a szerelem. | Vett a rózsám, vett nekem kalapot. Fújja a szél rajta a szalagot. Ha nem fújja magam is lobogtatom, Ezt a szőkét idecsalogatom. |

## Felvételek
- Kodály Zoltán:  Esik eső , ázik a heveder. Szilágysomlyói BÁTHORY ISTVÁN alapítvány SZEDERINDA citera együttese  YouTube (2012. március 24.)  (Hozzáférés: 2016. április 10.) (videó) 3:11–3:54.
- Még azt mondják ez se szép. Lila orgona együttes  indavideo (2014. május 21.)  (Hozzáférés: 2017. január 16.) (videó) 1:01-ig. lakodalmas